# 吴履中
吳履中（?—?），字安止，南直隸金壇縣（今江蘇省金壇市）人。

## 生平
天啓元年（1612年）辛酉科應天鄉試舉人，天啓五年（1625年）登乙丑科進士。歷官河南道御史、真定巡按御史、大理寺寺丞。崇禎十七年二月，陞任戶部左侍郎，署尚書事。李自成入北京後，被拷掠，追入“黃金八十兩，銀六百兩，復受夾”。得釋，授大理寺卿。後間道南歸，自理卒。